# Cardiagyris
Il  Cardiagyris   G.L.Nesom, 2020 è un genere di piante angiosperme dicotiledoni della famiglia delle Asteraceae, sottofamiglia Asteroideae, tribù Astereae (Aster lineage) e sottotribù Asterinae.

## Etimologia
Il nome scientifico del genere è stato definito dal botanico Guy L. Nesom (1945-) nella pubblicazione " Phytoneuron. Digital Publications in Plant Biology" ( Phytoneuron 2020-61: 1) del 2020.

## Descrizione

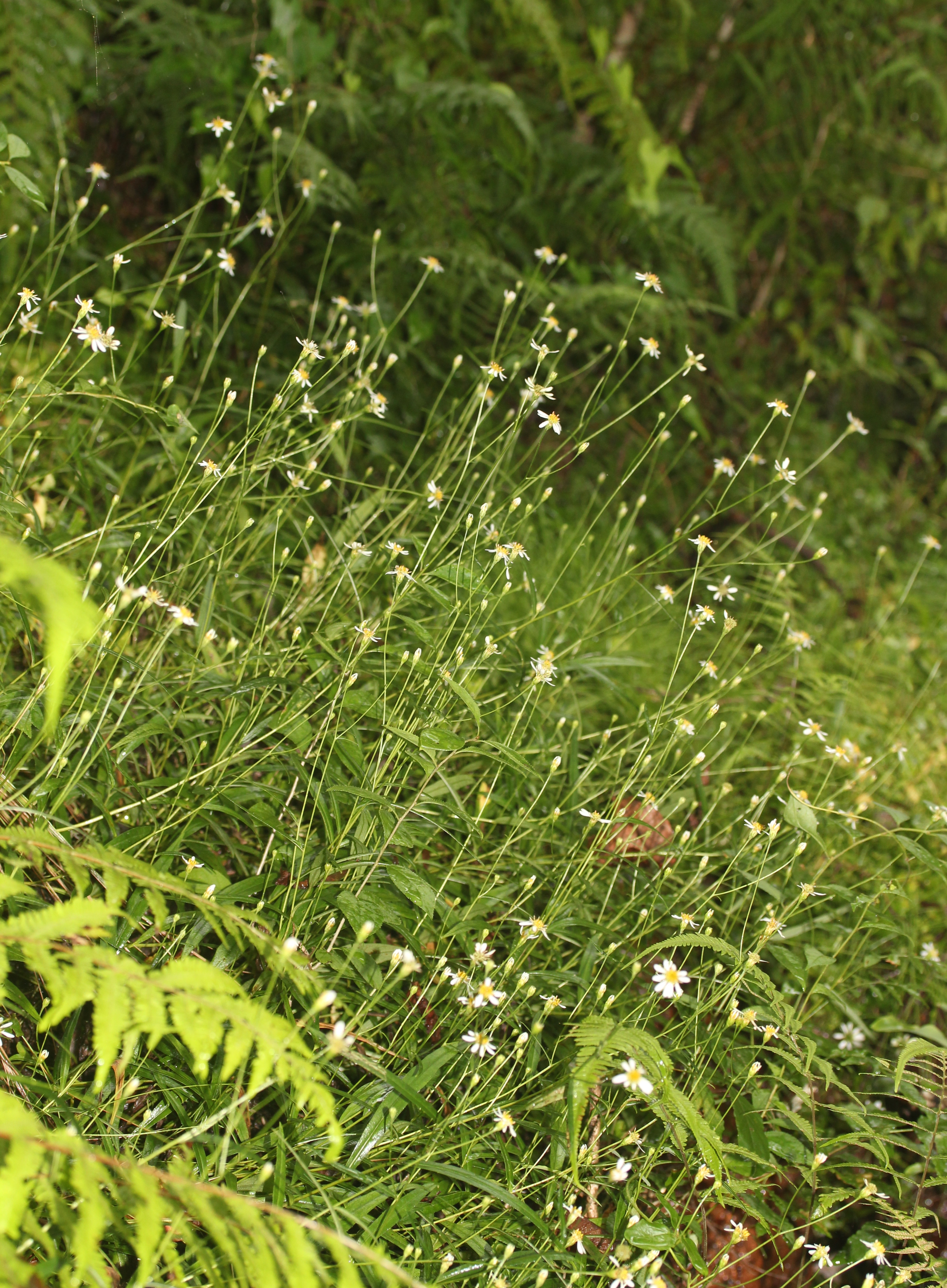
Il portamento
Cardiagyris rugulosa

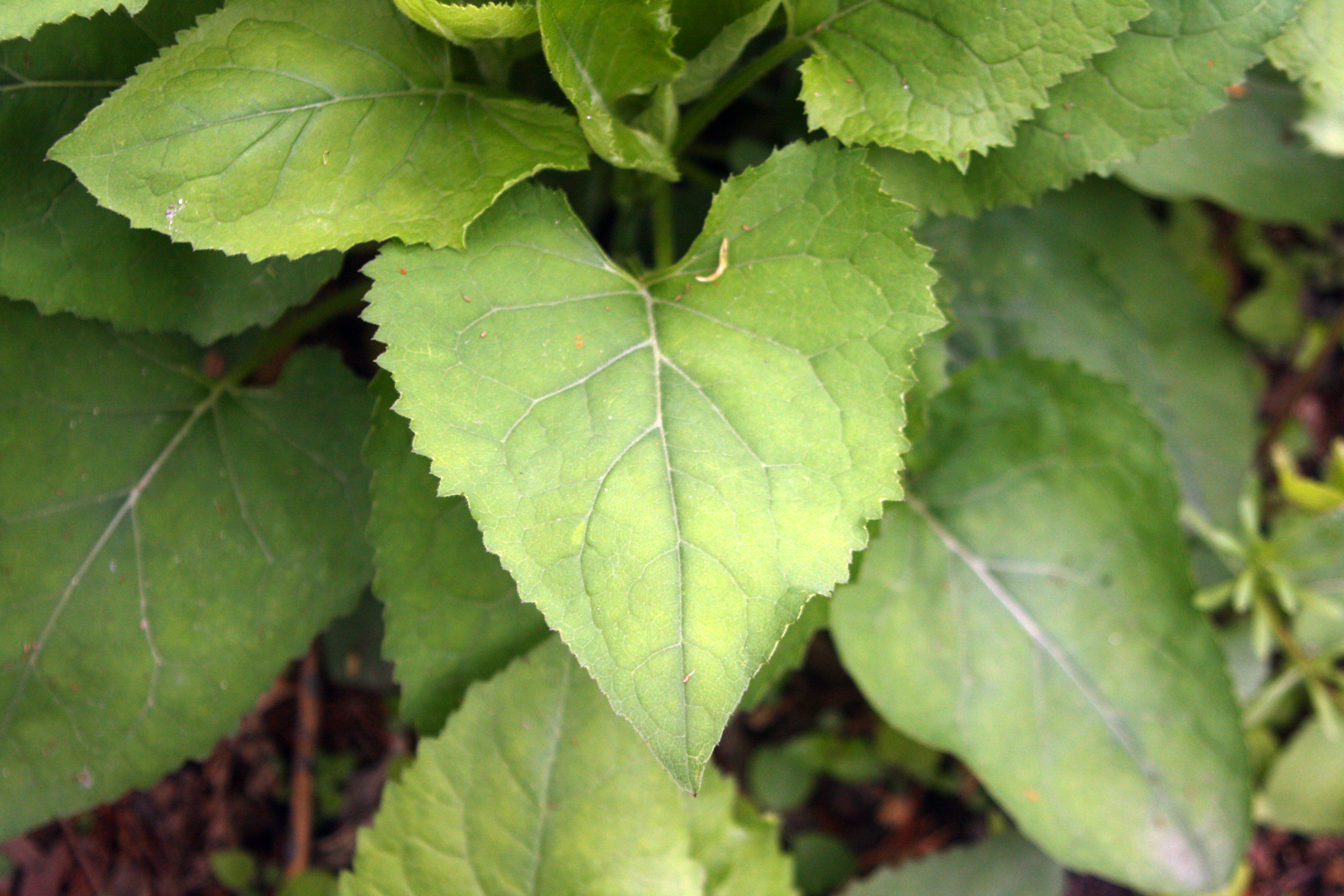
Le foglie
Cardiagyris scabra

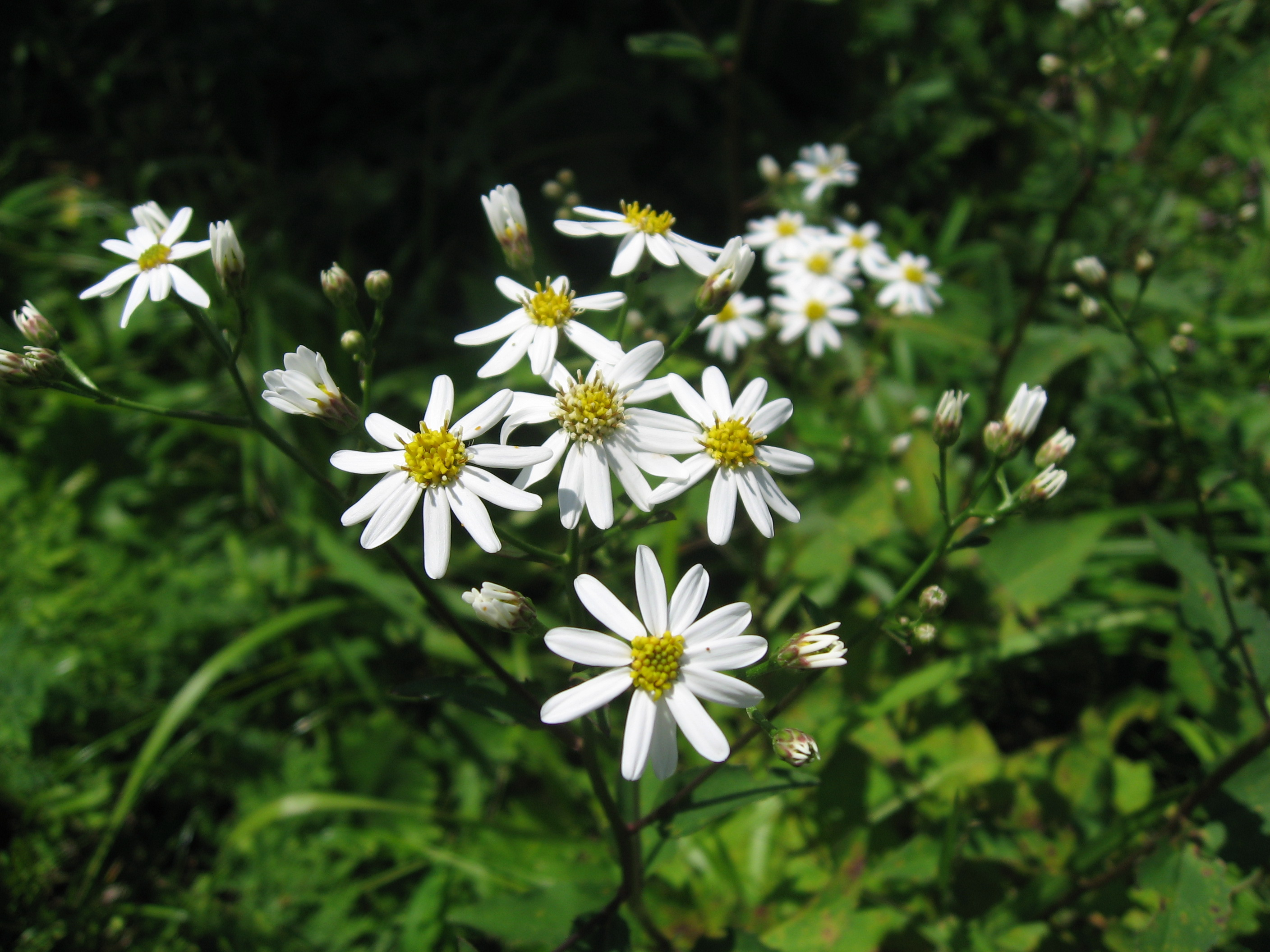
Infiorescenza
Cardiagyris scabra

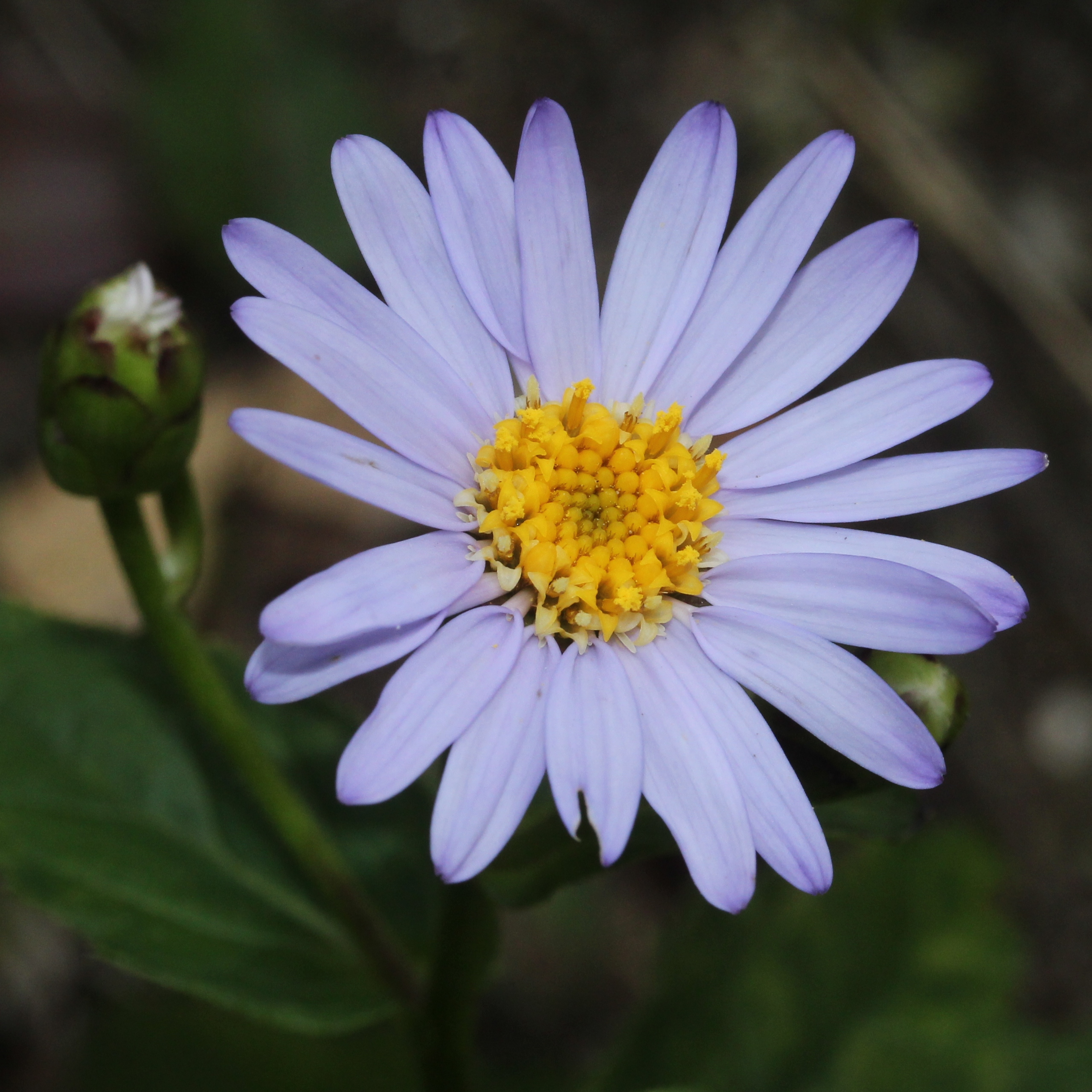
I fiori
Cardiagyris komonoensis

Portamento. Le specie di questo genere hanno un habitus di tipo erbaceo perenne rizomatoso prive di ghiandole.
Fusto. La parte aerea in genere è eretta, semplice o ramosa. Le radici sono fibrose con brevi rizomi (o stoloni).
Foglie. Le foglie in genere sono disposte in modo alternato. La lamina è semplice con forme da cordate o ovato-picciolate o lanceolate-sessili a lanceolate-picciolate. I margini sono da seghettata a crenati o dentati o subinteri. Sulla superficie possono essere presenti dei punti ghiandolari.
Infiorescenza. Le sinflorescenze sono sia scapose (capolini solitari) che composte da diversi capolini raccolti in formazioni corimbose prive i brattee fogliari. Le infiorescenze vere e proprie sono composte da un capolino terminale peduncolato di tipo radiato con fiori eterogami. I capolini sono formati da un involucro, con forme da campanulate a largamente campanulate, composto da diverse brattee, al cui interno un ricettacolo fa da base ai fiori di due tipi: fiori del raggio e fiori del disco. Le brattee, con forme da ellittiche a ellittico-oblunghe o strettamente triangolari e a consistenza erbacea, sono disposte in modo più o meno embricato su 3 - 4 serie. Il ricettacolo in genere è nudo ossia senza pagliette a protezione della base dei fiori; la forma è piatta o da convessa a conica.
Fiori.  I fiori sono tetra-ciclici (formati cioè da 4 verticilli: calice – corolla – androceo – gineceo) e pentameri (calice e corolla formati da 5 elementi). Si distinguono in:
- fiori del raggio (esterni) da 4 a 20 per capolino: sono femminili e sono disposti su una sola serie; la forma è lungamente ligulata terminante con alcuni denti;
- fiori del disco (centrali): sono più numerosi con forme tubulose terminanti con dei lobi; sono ermafroditi (raramente sono funzionalmente maschili).

- Formula fiorale:

*/x K {\displaystyle \infty }, [C (5), A (5)], G 2 (infero), achenio
- Calice: i sepali del calice sono ridotti ad una coroncina di squame.

- Corolla: la forma della corolla è più o meno imbutiforme alla base; mentre all'apice è ligulata a 5 (raramente 3) denti (zigomorfa) o tubolare con 5 (raramente 4) lobi (attinomorfa); i lobi, patenti, hanno una forma strettamente triangolare. I colori della corolla sono giallo (quelle del disco) e bianco o bianco-rosa (quelle del raggio).

- Androceo: l'androceo è formato da 5 stami sorretti da filamenti generalmente liberi; gli stami sono connati e formano un manicotto circondante lo stilo; le teche (produttrici del polline) alla base sono troncate e sono lievemente auricolate (molto raramente sono speronate o hanno una coda); le appendici apicali delle antere hanno delle forme piatte e lanceolate; il tessuto endoteciale (rivestimento interno dell'antera) è quasi sempre polarizzato (con due superfici distinte: una verso l'esterno e una verso l'interno). Il polline è sferico con un diametro medio di circa 25 micron;  è tricolporato (con tre aperture sia di tipo a fessura che tipo isodiametrica o poro) ed è echinato (con punte sporgenti).[8][11]

- Gineceo: l'ovario è infero uniloculare formato da 2 carpelli.[4] Lo stilo (il recettore del polline) è profondamente bifido (con due stigmi divergenti) e con le linee stigmatiche marginali separate.[12] I due bracci dello stilo hanno una forma da lanceolata a deltoide e possono essere papillosi o ricoperti da ciuffi di peli. Lo stilo dei fiori del raggio è supinato.

Frutti. I frutti sono degli acheni con pappo; in alcune specie è presente un certo dimorfismo (gli acheni dei fiori del raggio differiscono dagli acheni dei fiori del disco);
- achenio: gli acheni, con forme obovoidi-cilibdriche o affusolate, sono lateralmente compressi con diverse (3 - 7) nervature (o coste) laterali; la superficie strigosa normalmente è cosparsa da setole; la parete dell'achenio è formata da celle contenenti rafidi ma prive di fitomelanina; il carpoforo normalmente è anulare; lunghezza degli acheni: 3 - 5 mm;
- pappo: il pappo è formato da 3 - 4 serie di setole finemente barbate o (più raramente) piumose con punte clavate; le setole sono persistenti; esternamente alle serie di setole può essere presente una coroncina di scaglie.[8]

## Biologia
Impollinazione: l'impollinazione avviene tramite insetti (impollinazione entomogama tramite farfalle diurne e notturne).

Riproduzione: la fecondazione avviene fondamentalmente tramite l'impollinazione dei fiori (vedi sopra).

Dispersione: i semi (gli acheni) cadendo a terra sono successivamente dispersi soprattutto da insetti tipo formiche (disseminazione mirmecoria). In questo tipo di piante avviene anche un altro tipo di dispersione: zoocoria. Infatti gli uncini delle brattee dell'involucro (se presenti) si agganciano ai peli degli animali di passaggio disperdendo così anche su lunghe distanze i semi della pianta. Inoltre per merito del pappo il vento può trasportare i semi anche a distanza di alcuni chilometri (disseminazione anemocora).

## Distribuzione e habitat
Le specie di questo genere sono distribuite soprattutto in Cina e Giappone .

## Sistematica
La famiglia di appartenenza di questa voce (Asteraceae o Compositae, nomen conservandum) probabilmente originaria del Sud America, è la più numerosa del mondo vegetale, comprende oltre 23.000 specie distribuite su 1.535 generi, oppure 22.750 specie e 1.530 generi secondo altre fonti (una delle checklist più aggiornata elenca fino a 1.679 generi). La famiglia attualmente (2021) è divisa in 16 sottofamiglie; la sottofamiglia Asteroideae è una di queste e rappresenta l'evoluzione più recente di tutta la famiglia.

### Filogenesi
Il genere di questa voce è descritto nella sottotribù Asterinae, una delle quasi 40 sottotribù della tribù Astereae. In base alle ultime ricerche nella tribù sono stati individuati (provvisoriamente) 5 principali lignaggi:
- Basal grade: include alcuni generi isolati, il gruppo "South American-Oceania",  alcune sottotribù africane e il gruppo dei generi legnosi del Madagascar.
- Bellis lineage: comprende le sottotribù eurasiatiche e una sottotribù africana.
- Aster lineage: include i generi asiatici di Asterinae e i principali gruppi dell'Australia e dell'Oceania.
- Baccharis lineage: include alcuni gruppi sudamericani.
- North American lineage: include la vasta gamma di sottotribù del Nordamerica, Messico e alcuni gruppi distribuiti nel Sudamerica.

Il genere  Cardiagyris  (insieme alla sottotribù Asterinae) è incluso nel Aster lineage i cui caratteri principali sono: la base delle antere sono prive di code e non sono calcarate (speronate); le linee stigmatiche dei bracci dello stilo sono totalmente separate; i due bracci dello stilo hanno una forma breve o allungata da lanceolata a deltoide e possono essere papillosi o ricoperti da ciuffi di peli (all'esterno, mentre all'interno sono glabri). La distribuzione della maggior parte delle specie di questo gruppo è nelle regioni temperate nord e sud.
La sottotribù Asterinae comprende una trentina di generi suddivisi in 4 rami principali: Psychrogeton - Hersileoides - Asterothamnus - Aster. Il genere di questa voce è incluso nel ramo denominato "Asterothamnus branch" e nel sottogruppo denominato "Cardiagyris group" (il genere di questa voce è l'unico componente del gruppo).
Recenti ricerche basate su analisi molecolari giustificano questo nuovo genere; i dati collocano le specie di Cardiagyris alla base del ramo del gruppo Asterothamnus della sottotribù Asterinae. La coerenza morfologica del genere è forte; inoltre prove provvisorie suggeriscono che le foglie strettamente lanceolate di questo gruppo si sono evolute indipendentemente da quelle picciolato-cordate (tipiche delle Aster), una volta in Cina e una volta in Giappone. Tuttavia non tutte le checklist si sono aggiornate e mantengono le due specie di questo genere come sinonimo del genere Aster:
I caratteri distintivi del genere  Cardiagyris  sono:
- il portamento è erbaceo perenne rizomatoso senza ghiandole;
- le foglie sono strettamente lanceolate;
- gli acheni hanno delle forme obovoidi-cilindriche e subaffusolate plurinervate.

Il numero cromosomico delle specie di questo genere è: 2n = 18 (di base è n = 9).

### Elenco delle specie
Questo genere ha 9 specie (tra parentesi sono indicate le specie del genere Aster):
- Cardiagyris dimorphophylla (Franch. & Sav.) Nesom
- Cardiagyris dolichophylla (Y. Ling) Nesom
- Cardiagyris huangpingensis (W.P. Li & Z. Li) Nesom
- Cardiagyris japonica (Miq.) Nesom
- Cardiagyris komonoensis (Makino) Nesom
- Cardiagyris marchandii (Levl.) Nesom
- Cardiagyris rugulosa (Maxim.) Nesom
- Cardiagyris scabra (Thunb.) Nesom
- Cardiagyris sohayakiensis (Koidz.) Nesom